# Milan Munclinger
Milan Munclinger, né le 3 juillet 1923 à Košice (Tchécoslovaquie) et mort le 30 mars 1986 à Prague (Tchécoslovaquie), était un flûtiste, chef d'orchestre, compositeur et musicologue tchécoslovaque.

## Biographie
Son père était un chanteur et metteur en scène connu à l'Opéra du Théâtre National de Prague, sa mère était une actrice au Théâtre National Slovaque à Bratislava. 

Entre 1946-1952, Munclinger a étudié au Conservatoire de Prague (la flûte), à la Faculté de Musique de l'Académie tchèque des arts musicaux à Prague (la direction et la composition) et à l'Université Charles (la musicologie, l'esthétique, la philosophie et l'orientalisme).
Depuis 1946, il s'est orienté avant tout vers la musique baroque et les questions de son interprétation. En 1951, il a créé l'ensemble Ars Rediviva dont les enregistrements et concerts (commentés par Munclinger) ont fait connaître au grand public tchèque la musique baroque.

## Éditeur, chef d'orchestre
Munclinger a édité de nombreux manuscrits d'archives tchèques et allemandes (il a collaboré notamment avec les éditions Supraphon, International Music Company New York et Bärenreiter). Il a également dirigé plusieurs formations de musique historique (p.ex. l'Orchestre de chambre de Prague, Musici de Praga).
Entre 1955-1956, il a participé à l'édition Musica Antiqua Bohemica, récompensée par le grand prix du disque: le Concerto pour flûte de Benda et celui de Richter a été un de premiers enregistrements de Jean-Pierre Rampal en Tchécoslovaquie (Jean-Pierre Rampal flûte, Milan Munclinger direction, Orchestre de chambre de Prague, Ars Rediviva; Supraphon SUA 190 37, partiellement réédité en 2002 - voir Liens externes: Benda, Stamitz, Rosetti Flute Concertos).

## Collaboration avec Jean-Pierre Rampal
Avec Jean-Pierre Rampal, son maître et ami, Munclinger a collaboré jusqu'à sa mort en 1986. 
Il a été juré des concours d'interprétation (p.ex. Concours de flûte Jean-Pierre Rampal 1980 et 1983), maître des cours d'interprétation à Bayreuth et à Nice (l'Académie internationale d'été). Il a dédicacé à Rampal ses reconstructions des concerts de Johann Sebastian Bach.

Rampal écrit de Munclinger dans son livre Musique, ma vie. Il a dédicacé à Munclinger ses performances de la musique de Carl Philipp Emanuel Bach.

## Autres activités
Il s'est également donné à l'improvisation de jazz, a fondé les ensembles Quatuor à vent Munclinger et Aulos, a réalisé de nombreux enregistrements. Il a fait découvrir au public tchèque les compositeurs français modernes comme André Jolivet.
Il a fait partie des fondateurs de la Jeunesse Musicale en Tchécoslovaquie.
Son activité a considérablement influencé dans son pays la redécouverte de la musique ancienne.

## Sources textuelles
- (cs) František Sláma, Z Herálce do Šangrilá a zase nazpátek, Říčany, Orego, 2001, 359 p. (ISBN 978-80-86117-61-4, OCLC 51190760)

- (en) Nicolas Slonimsky, Baker’s Biographical Dictionary of 20th Century Classical Musicians, Schirmer Books, 1997 (ISBN 978-0-02-871271-0)

- Jean-Pierre Rampal, Musique, ma vie : mémoires, Paris, Calmann-Lévy, 1991, 281 p., poche (ISBN 978-2-7021-1967-9)

- Marc Vignal, Larousse de la musique, Paris, Larousse, 1982, 1803 p. (ISBN 978-2-03-511303-0, LCCN 82242420)

- (cs) Československý hudební slovník osob a institucí (Dictionnaire tchèque des musiciens et institutions musicales), vol. 1, Praha (Prague), SHV (Éditions musicales d'État), 1963

- (cs) Jan Kozák, Českoslovenští hudební umělci a komorní soubory (Musiciens et ensembles de chambre tchécoslovaques), Praha (Prague), SHV (Éditions musicales d'État), 1964, p. 426-429, 456, 469